# Porcellionides floria
Porcellionides floria là một loài chân đều trong họ Porcellionidae. Loài này được Garthwaite & Sassaman miêu tả khoa học năm 1985.